# Red za hrabrost
Red za hrabrost je bilo vojaško odlikovanje SFRJ, ki je bilo ustanovljeno 15. avgusta 1943.

## Zgodovina
V biltenu Vrhovnega štaba NOVJ št. 12–13 (december 1941 in januar 1942) je bila objavljena vzpostavitev »naziva« »narodnega heroja« za »junaške in požrtovalne udeležence NOB«. Leta 1943 pa je Vrhovni štab Narodnoosvobodilne vojske in partizanskih odredov Jugoslavije z Ukazom o odlikovanjih v narodnoosvobodilni borbi uvedel vojaška odlikovanja: Red narodnega heroja, Red partizanske zvezde I., II. in III. stopnje, Red ljudske osvoboditve, Red hrabrosti ter Red bratstva in enotnosti.

## Stopnje odlikovanja
Odlikovanje je imelo eno stopnjo in je bilo podeljeno za izkazan pogum v boju.

## Zvezna republika Jugoslavija
Po razpadu SFRJ je na delu nekdanje države nastala Zvezna republika Jugoslavija, ki se je kasneje preimenovala v Srbijo in Črno goro. Ta je leta 1998 izdala Zakon o odlikovanjih, s katerim je obdržala veljavnost nekaterih odlikovanj nekdanje Jugoslavije, med njimi tudi Red za hrabrost.